# Jon Lane
Jon Philip Lane (* 17. August 1949) ist ein ehemaliger britischer Eiskunstläufer, der im Eistanz startete.
Seine Eistanzpartnerin war Janet Sawbridge. An ihrer Seite gewann er die Bronzemedaille bei der Weltmeisterschaft 1968 hinter seinen Landsleuten Diane Towler und Bernard Ford sowie Yvonne Suddick und Malcolm Cannon. Bei Europameisterschaften gewannen Lane und Sawbridge 1968 die Bronzemedaille und 1969 die Silbermedaille.

## Ergebnisse

### Eistanz
(mit Janet Sawbridge)
| Wettbewerb / Jahr         | 1966 | 1967 | 1968 | 1969 | 1970 | 1971 |
| ------------------------- | ---- | ---- | ---- | ---- | ---- | ---- |
| Weltmeisterschaften       | 6.   | 4.   | 3.   | 4.   | 7.   | 6.   |
| Europameisterschaften     | 6.   | 4.   | 3.   | 2.   |      |      |
| Britische Meisterschaften | 3.   | 3.   | 3.   | 2.   |      |      |